# Pile atomique
Pour les articles homonymes, voir Pile.

Dessin de la première pile atomique, la « Chicago Pile-1 ».

La première pile atomique a été créée par Enrico Fermi, physicien italien, en 1942 aux États-Unis.
Contrairement à ce que laisse croire son nom, ce n'est pas une pile électrique, mais le nom donné aux premiers réacteurs nucléaires, car ils étaient constitués d'éléments de matière fissile (uranium) répartis dans un empilement de briques de graphite (jouant le rôle de modérateur).

## Historique

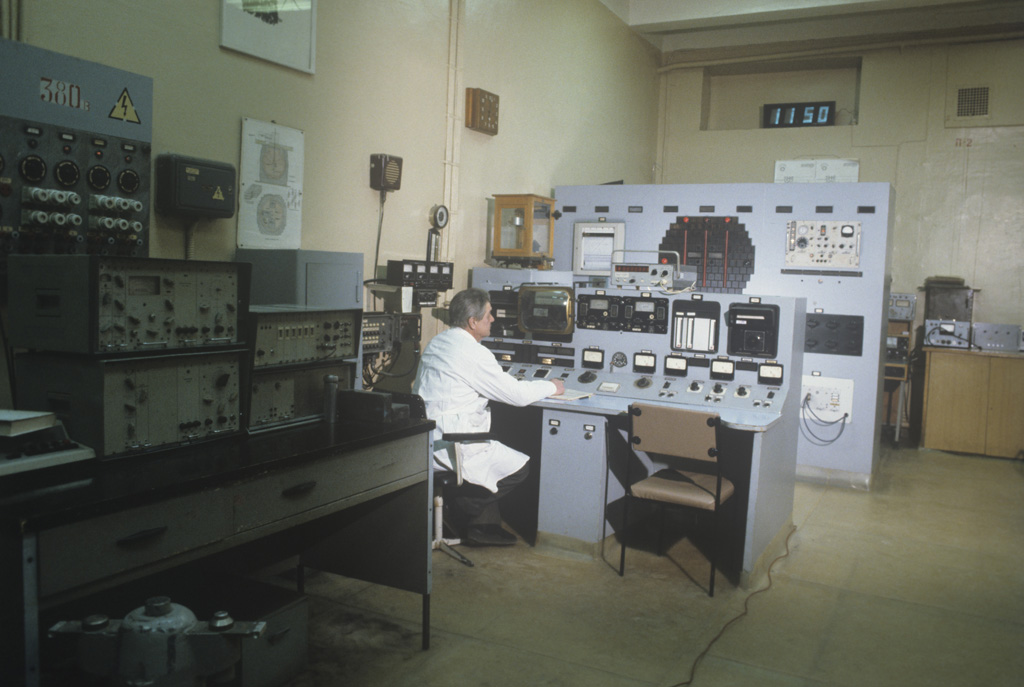
Tableau de contrôle de la F1 soviétique, la première pile atomique d'Europe.

- La première pile, Chicago Pile-1 (CP-1), mise au point aux États-Unis par Enrico Fermi, était ainsi constituée de 50 000 briques de graphite représentant 400 tonnes de carbone avec, répartis à l'intérieur, 6 tonnes d'uranium et 36 tonnes d'oxyde d'uranium. Elle devint critique le 2 décembre 1942, dans une ancienne salle de squash, sous les gradins du Stagg Field (en) à Chicago[1].
- La première pile canadienne, le réacteur ZEEP (« Zero Energy Experimental Pile »), diverge le 5 septembre 1945 aux laboratoires nucléaires de Chalk River, en Ontario[2].
- La première pile soviétique, la F1, est mise en marche le 25 décembre 1946 à l'Institut Kourtchatov.
- La première pile française, la pile Zoé, fonctionna pour la première fois au Fort de Châtillon en 1948.
- La première pile belge mise au point par Guy Tavernier fonctionna le 1er mars 1954. Le BR-1 (Belgian Reactor 1) devint critique le 11 mai 1956 au Centre d'étude de l'énergie nucléaire.